# Tetraphidaceae
Las tetrafidáceas (Tetraphidaceae) son una familia de musgos. Incluye sólo los dos géneros, Tetraphis y Tetrodontium, cada uno con dos especies.